# Округ Фишер (Тексас)
Округ Фишер (енгл. Fisher County) је округ у америчкој савезној држави Тексас. По попису из 2010. године број становника је 3.974.

## Демографија
Према попису становништва из 2010. у округу је живело 3.974 становника, што је 370 (8,5%) становника мање него 2000. године.
| Група             | 2000.         | 2010.         |
| Белци             | 3.250 (74,8%) | 2.797 (70,4%) |
| Афроамериканци    | 120 (2,8%)    | 136 (3,4%)    |
| Азијати           | 6 (0,1%)      | 8 (0,2%)      |
| Хиспаноамериканци | 928 (21,4%)   | 999 (25,1%)   |
| Укупно            | 4.344         | 3.974         |